# (23871) 1998 RC76
(23871) 1998 RC76 est un astéroïde de la ceinture principale d'astéroïdes découvert en 1998.

## Description
(23871) 1998 RC76 a été découvert le 14 septembre 1998 à l'observatoire Magdalena Ridge, situé dans le comté de Socorro, au Nouveau-Mexique (États-Unis), par le projet Lincoln Near-Earth Asteroid Research (LINEAR).

### Caractéristiques orbitales
L'orbite de cet astéroïde est caractérisée par un demi-grand axe de 2,38 UA, un périhélie de 1,85 UA, une excentricité de 0,22 et une inclinaison de 4,99° par rapport à l'écliptique. Du fait de ces caractéristiques, à savoir un demi-grand axe compris entre 2 et 3,2 UA et un périhélie supérieur à 1,666 UA, il est classé, selon la JPL Small-Body Database, comme objet de la ceinture principale d'astéroïdes.

### Caractéristiques physiques
(23871) 1998 RC76 a une magnitude absolue (H) de 14,7 et un albédo estimé à 0,083.

## Exploration
Il est prévu que le MBR Explorer survole l'astéroïde (23871) 1998 RC76 en décembre 2032.